# Nabil Bentaleb
Nabil Bentaleb (Lilla, 24 novembre 1994) è un calciatore francese naturalizzato algerino, centrocampista del Lilla e della nazionale algerina.

## Biografia
Bentaleb è nato a Lilla da una famiglia di origini algerine.

## Caratteristiche tecniche
Alto 187 cm, è un centrocampista di piede mancino in grado di calciare bene anche con il destro. Regista, si distingue per intelligenza tattica, visione di gioco e abilità nel distribuire i palloni ai compagni. Forte nei contrasti, è rapido nei movimenti e dispone di buona tecnica di base. Per via del fisico è stato paragonato a Patrick Vieira.
Abile rigorista, detiene il record di rigori segnati per lo Schalke 04 avendo realizzati 15 su 16.

## Carriera

### Club

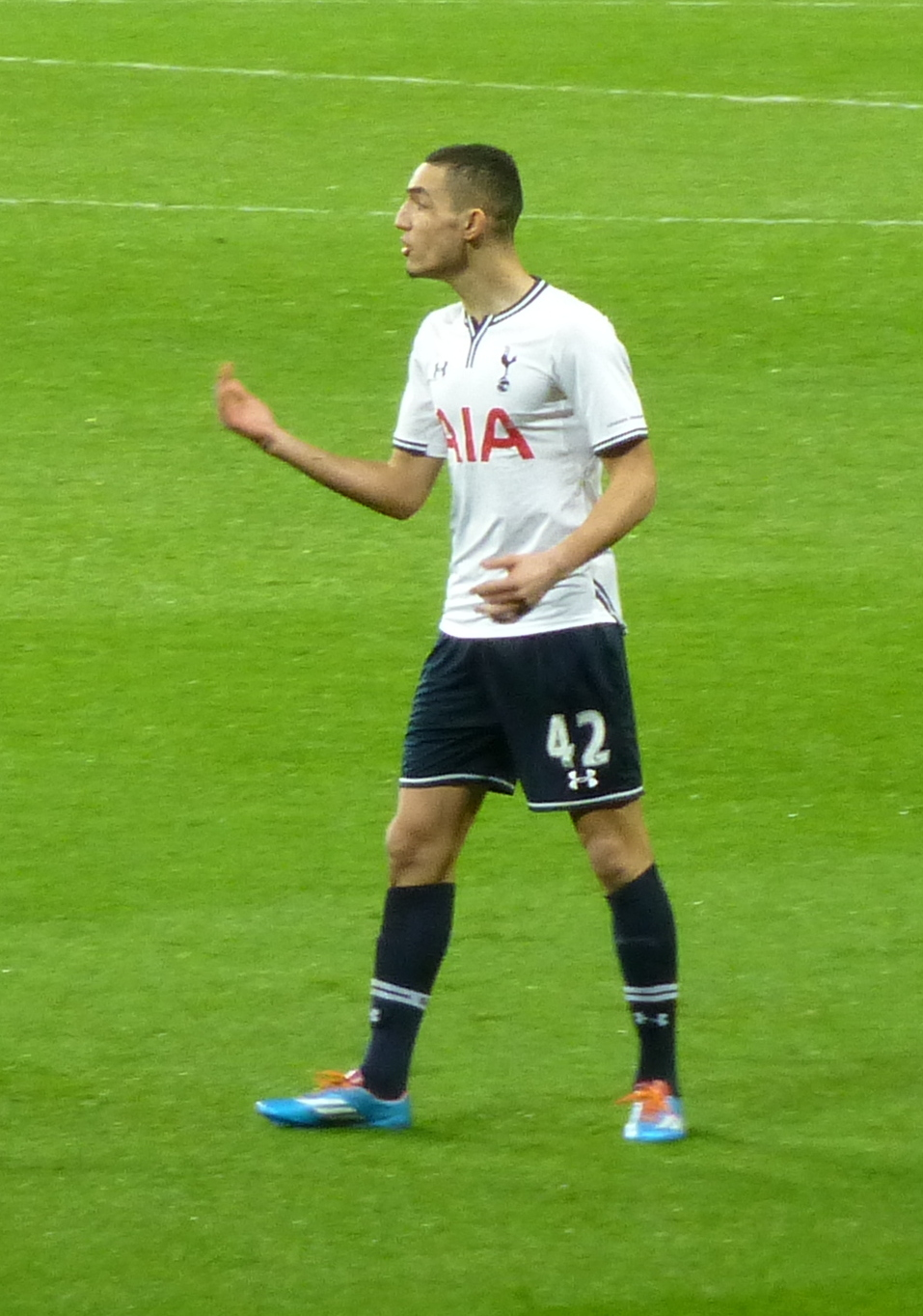
Bentaleb nel 2014 al

#### Inizi e Tottenham
Dopo avere giocato nella scuola calcio della squadra della sua città (il Lilla), a 15 anni si trasferisce ai belgi del R.E. Mouscron.
Nel 2011 fa un provino con il Birmingham City, venendo scartato. L'anno successivo le cose cambiano per lui visto che entra a fare parte dell'academy del Tottenham.
Nel dicembre 2013 André Villas-Boas (che lo aveva convocato in alcune occasioni senza farlo debuttare) viene esonerato e al suo posto viene ingaggiato Tim Sherwood; Sherwood aggrega stabilmente Bentaleb alla prima squadra facendolo debuttare in Premier League con la maglia del Tottenham il 22 dicembre 2013 nel match vinto per 2-3 contro il Southampton, in cui Bentaleb è subentrato al 50' a Moussa Dembélé. Sempre nella stessa stagione trova molto spazio nel girone di ritorno (fornendo pure un buon rendimento) giocando anche 4 partite in Europa League.
Nella stagione 2014-2015 gli spurs cambiano nuovamente assumendo Mauricio Pochettino, ma lui continua a trovare spazio in rosa, arrivando anche a realizzare la sua prima rete tra i professionisti nella partita vinta 4-0 in Coppa di Lega contro il Newcastle Utd del 17 dicembre 2014.
Il 6 luglio 2015 rinnova il proprio contratto con il club sino al 2020. Ciononostante, nella stagione 2015-2016, parte titolare nelle prime due gare ma il suo spazio in rosa diminuisce successivamente per via della concorrenza a centrocampo, degli infortuni e di problemi col mister dei londinesi Pochettino. Quest'ultimo, nell'estate 2016, lo mette ulteriormente ai margini della rosa prima rivelando che non rientra nei suoi piani e poi facendolo allenare con la formazione under-21 del club.

#### Schalke e prestito al Newcastle

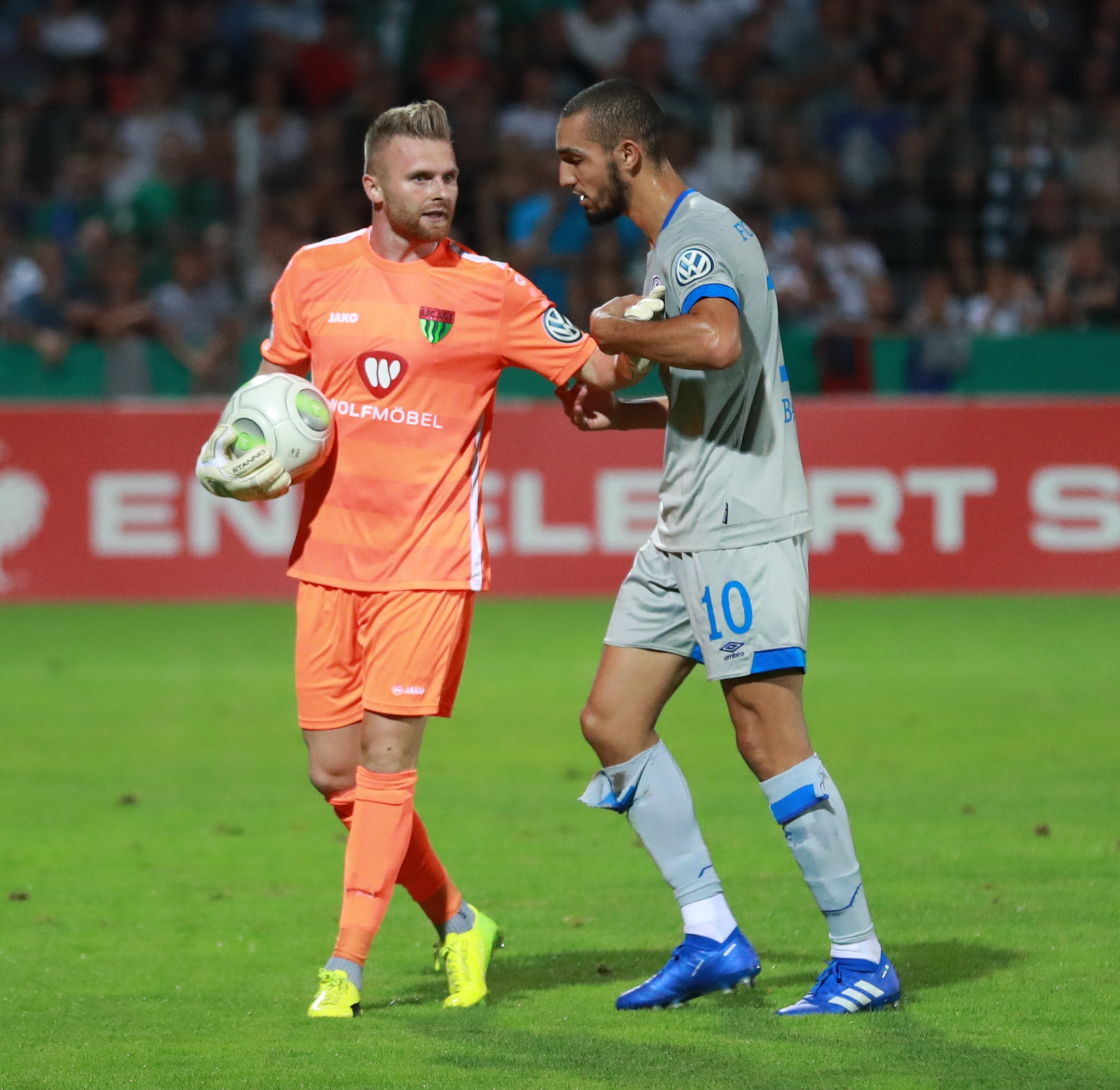
Bentaleb allo Schalke. Alla sua sinistra Sandro Halank

Il 25 agosto 2016 viene acquistato in prestito con diritto di riscatto fissato a 19 milioni di euro dalla squadra tedesca dello Schalke 04.
Trova spazio sin da subito nel club tedesco, tanto che il 15 ottobre 2016 realizza il suo primo gol nel pareggio per 1-1 contro l'Augusta; tra l'altro il suo gol è stato il primo a essere rivelato dalla goal-line technology nella storia della Bundesliga. Sette giorni dopo realizza una doppietta nel successo per 3-0 contro il Magonza.
Il 24 febbraio 2017 viene riscattato dal club tedesco, con cui stipula un contratto sino al 30 giugno 2021.. Nella UEFA Champions League 2018-2019, nella partita di andata degli ottavi, segna una doppietta contro il Manchester City su calcio di rigore.
Tuttavia nelle stagioni successive le cose per lui peggiorano e lui trova meno spazio a causa d'infortuni ed esclusioni per motivi disciplinari.
Il 21 gennaio 2020, dopo non avere giocato nessuna partita in stagione con i minatori, viene ceduto in prestito al Newcastle Utd.
A fine prestito fa ritorno allo Schalke, in cui resta per un'altra stagione trovando poco spazio e venendo pure escluso per ragioni disciplinari in novembre, venendo reitegrato solamente a febbraio. Al termine dell'annata (culminata con la retrocessione del club) non rinnova il suo contratto restando svincolato.

#### Angers e Lilla
Il 6 gennaio 2022, da svincolato, firma un contratto fino al 2025 con i francesi dell'Angers.
Il 28 agosto 2023 fa ritorno al Lilla dopo 14 anni.
Il 18 giugno 2024 è vittima di un arresto cardiaco. A seguito della situazione viene messo in coma farmacologico e gli viene impiantato un pacemaker. Torna in campo il 16 febbraio 2025 nella sfida vinta per 0-2 in casa del Rennes realizzando la prima rete della sua squadra.

### Nazionale
Il 14 novembre 2012 ha debuttato con la selezione under-19 della Francia in un'amichevole persa 3-0 contro i pari età della Germania.
Nel 2014, dopo che si era vociferato di un interesse da parte della Federazione calcistica inglese per farlo giocare per l'Inghilterra (cosa che non poteva fare in quanto non rispondeva ai requisiti richiesti per avere la cittadinanza inglese), ha optato per rappresentare l'Algeria, nazionale delle sue origini.
Il 5 marzo 2014 ha esordito con la Nazionale algerina in occasione del successo per 2-0 in amichevole contro la Slovenia. Il 4 giugno seguente, alla terza presenza, realizza la sua prima rete con l'Algeria nell'amichevole vinta 2-1 contro la Romania. Non è poi sceso in campo agli ottavi, in cui gli algerini sono stati eliminati ai supplementari dalla Germania (2-1).
Ha partecipato con la sua Nazionale ai Mondiali di Brasile 2014, in cui è protagonista in positivo del cammino degli algerini, che hanno raggiunto gli ottavi per la prima volta nella loro storia.
Successivamente viene convocato per la Coppa d'Africa 2015, in cui va a segno nel successo per 2-0 ai gironi contro il Senegal, con cui ha consentito alla sua squadra di raggiungere i quarti di finale. Ai quarti gli algerini perdono 3-1 contro la Costa d'Avorio venendo così eliminati.
Convocato anche per l'edizione successiva della Coppa d'Africa, questa volta il cammino delle volpi del deserto s'interrompe ai gironi.

## Statistiche

### Presenze e reti nei club
Statistiche aggiornate al 17 febbraio 2025.
| Stagione          | Squadra           | Campionato        | Campionato | Campionato | Coppe nazionali | Coppe nazionali | Coppe nazionali | Coppe continentali | Coppe continentali | Coppe continentali | Altre coppe | Altre coppe | Altre coppe | Totale | Totale |
| Stagione          | Squadra           | Comp              | Pres       | Reti       | Comp            | Pres            | Reti            | Comp               | Pres               | Reti               | Comp        | Pres        | Reti        | Pres   | Reti   |
| ----------------- | ----------------- | ----------------- | ---------- | ---------- | --------------- | --------------- | --------------- | ------------------ | ------------------ | ------------------ | ----------- | ----------- | ----------- | ------ | ------ |
| 2013-2014         | Tottenham         | PL                | 15         | 0          | FACup+CdL       | 1+0             | 0               | UEL                | 4                  | 0                  | -           | -           | -           | 20     | 0      |
| 2014-2015         | Tottenham         | PL                | 26         | 0          | FACup+CdL       | 0+3             | 1               | UEL                | 6                  | 0                  | -           | -           | -           | 35     | 1      |
| 2015-2016         | Tottenham         | PL                | 5          | 0          | FACup+CdL       | 4+0             | 0               | UEL                | 2                  | 0                  | -           | -           | -           | 11     | 0      |
| Totale Tottenham  | Totale Tottenham  | Totale Tottenham  | 46         | 0          |                 | 8               | 1               |                    | 12                 | 0                  |             | -           | -           | 66     | 1      |
| 2016-2017         | Schalke 04        | BL                | 32         | 5          | CG              | 3               | 0               | UEL                | 9                  | 2                  | -           | -           | -           | 44     | 7      |
| 2017-2018         | Schalke 04        | BL                | 16         | 4          | CG              | 3               | 0               | -                  | -                  | -                  | -           | -           | -           | 19     | 4      |
| 2018-2019         | Schalke 04        | BL                | 25         | 3          | CG              | 3               | 2               | UCL                | 6                  | 3                  | -           | -           | -           | 34     | 8      |
| 2019-gen. 2020    | Schalke 04        | BL                | 0          | 0          | CG              | 0               | 0               | -                  | -                  | -                  | -           | -           | -           | 0      | 0      |
| gen.-ago. 2020    | Newcastle Utd     | PL                | 12         | 0          | FACup+CdL       | 3+0             | 0               | -                  | -                  | -                  | -           | -           | -           | 15     | 0      |
| 2020-2021         | Schalke 04        | BL                | 9          | 0          | CG              | 1               | 0               | -                  | -                  | -                  | -           | -           | -           | 10     | 0      |
| Totale Schalke 04 | Totale Schalke 04 | Totale Schalke 04 | 82         | 12         |                 | 10              | 2               |                    | 15                 | 5                  | -           | -           | -           | 107    | 19     |
| 2021-2022         | Angers            | L1                | 18         | 1          | CF              | 0               | 0               | -                  | -                  | -                  | -           | -           | -           | 18     | 1      |
| 2022-2023         | Angers            | L1                | 30         | 4          | CF              | 3               | 0               | -                  | -                  | -                  | -           | -           | -           | 32     | 4      |
| Totale Angers     | Totale Angers     | Totale Angers     | 48         | 5          |                 | 3               | 0               |                    | -                  | -                  |             | -           | -           | 51     | 5      |
| set. 2023-2024    | Lilla             | L1                | 26         | 0          | CF              | 1               | 0               | UECL               | 7                  | 0                  | -           | -           | -           | 34     | 0      |
| 2024-2025         | Lilla             | L1                | 1          | 1          | CF              | -               | -               | UCL                | -                  | -                  | -           | -           | -           | 1      | 1      |
| Totale Lille      | Totale Lille      | Totale Lille      | 27         | 1          |                 | 1               | 0               |                    | 7                  | 0                  |             | -           | -           | 35     | 1      |
| Totale carriera   | Totale carriera   | Totale carriera   | 215        | 18         |                 | 25              | 3               |                    | 34                 | 5                  |             | -           | -           | 274    | 26     |

### Cronologia presenze e reti in nazionale
| Cronologia completa delle presenze e delle reti in nazionale ― Algeria | Cronologia completa delle presenze e delle reti in nazionale ― Algeria | Cronologia completa delle presenze e delle reti in nazionale ― Algeria | Cronologia completa delle presenze e delle reti in nazionale ― Algeria | Cronologia completa delle presenze e delle reti in nazionale ― Algeria | Cronologia completa delle presenze e delle reti in nazionale ― Algeria | Cronologia completa delle presenze e delle reti in nazionale ― Algeria | Cronologia completa delle presenze e delle reti in nazionale ― Algeria |
| Data                                                                   | Città                                                                  | In casa                                                                | Risultato                                                              | Ospiti                                                                 | Competizione                                                           | Reti                                                                   | Note                                                                   |
| ---------------------------------------------------------------------- | ---------------------------------------------------------------------- | ---------------------------------------------------------------------- | ---------------------------------------------------------------------- | ---------------------------------------------------------------------- | ---------------------------------------------------------------------- | ---------------------------------------------------------------------- | ---------------------------------------------------------------------- |
| 5-3-2014                                                               | Blida                                                                  | Algeria                                                                | 2 – 0                                                                  | Slovenia                                                               | Amichevole                                                             | -                                                                      |                                                                        |
| 31-5-2014                                                              | Sion                                                                   | Algeria                                                                | 3 – 1                                                                  | Armenia                                                                | Amichevole                                                             | -                                                                      | 62’                                                                    |
| 4-6-2014                                                               | Lancy                                                                  | Algeria                                                                | 2 – 1                                                                  | Romania                                                                | Amichevole                                                             | 1                                                                      | 84’                                                                    |
| 17-6-2014                                                              | Belo Horizonte                                                         | Belgio                                                                 | 2 – 1                                                                  | Algeria                                                                | Mondiali 2014 - 1º turno                                               | -                                                                      | 34’                                                                    |
| 22-6-2014                                                              | Porto Alegre                                                           | Corea del Sud                                                          | 2 – 4                                                                  | Algeria                                                                | Mondiali 2014 - 1º turno                                               | -                                                                      |                                                                        |
| 26-6-2014                                                              | Curitiba                                                               | Algeria                                                                | 1 – 1                                                                  | Russia                                                                 | Mondiali 2014 - 1º turno                                               | -                                                                      |                                                                        |
| 10-9-2014                                                              | Blida                                                                  | Algeria                                                                | 1 – 0                                                                  | Mali                                                                   | Qual. Coppa d'Africa 2015                                              | -                                                                      | 54’                                                                    |
| 11-10-2014                                                             | Blantyre                                                               | Malawi                                                                 | 0 – 2                                                                  | Algeria                                                                | Qual. Coppa d'Africa 2015                                              | -                                                                      | 11’ 81’                                                                |
| 15-10-2014                                                             | Blida                                                                  | Algeria                                                                | 3 – 0                                                                  | Malawi                                                                 | Qual. Coppa d'Africa 2015                                              | -                                                                      |                                                                        |
| 11-1-2015                                                              | Rades                                                                  | Tunisia                                                                | 1 – 1                                                                  | Algeria                                                                | Amichevole                                                             | -                                                                      |                                                                        |
| 19-1-2015                                                              | Bata                                                                   | Algeria                                                                | 3 – 1                                                                  | Sudafrica                                                              | Coppa d'Africa 2015 - 1º turno                                         | -                                                                      |                                                                        |
| 23-1-2015                                                              | Bata                                                                   | Ghana                                                                  | 1 – 0                                                                  | Algeria                                                                | Coppa d'Africa 2015 - 1º turno                                         | -                                                                      | 73’                                                                    |
| 27-1-2015                                                              | Malabo                                                                 | Senegal                                                                | 0 – 2                                                                  | Algeria                                                                | Coppa d'Africa 2015 - 1º turno                                         | 1                                                                      |                                                                        |
| 1-2-2015                                                               | Malabo                                                                 | Costa d'Avorio                                                         | 3 – 1                                                                  | Algeria                                                                | Coppa d'Africa 2015 - Quarti di finale                                 | -                                                                      | 78’                                                                    |
| 26-3-2015                                                              | Doha                                                                   | Qatar                                                                  | 1 – 0                                                                  | Algeria                                                                | Amichevole                                                             | -                                                                      |                                                                        |
| 30-3-2015                                                              | Doha                                                                   | Oman                                                                   | 1 – 4                                                                  | Algeria                                                                | Amichevole                                                             | -                                                                      | 68’                                                                    |
| 13-6-2015                                                              | Blida                                                                  | Algeria                                                                | 4 – 0                                                                  | Seychelles                                                             | Qual. Coppa d'Africa 2017                                              | 1                                                                      |                                                                        |
| 14-11-2015                                                             | Dar es Salaam                                                          | Tanzania                                                               | 2 – 2                                                                  | Algeria                                                                | Qual. Mondiali 2018                                                    | -                                                                      | 82’ 46’                                                                |
| 17-11-2015                                                             | Blida                                                                  | Algeria                                                                | 7 – 0                                                                  | Tanzania                                                               | Qual. Mondiali 2018                                                    | -                                                                      | 28’ 36’                                                                |
| 4-9-2016                                                               | Blida                                                                  | Algeria                                                                | 6 – 0                                                                  | Lesotho                                                                | Qual. Coppa d'Africa 2017                                              | -                                                                      |                                                                        |
| 12-11-2016                                                             | Abuja                                                                  | Nigeria                                                                | 3 – 1                                                                  | Algeria                                                                | Qual. Coppa d'Africa 2017                                              | 1                                                                      | 49’                                                                    |
| 7-1-2017                                                               | Blida                                                                  | Algeria                                                                | 3 – 1                                                                  | Mauritania                                                             | Amichevole                                                             | 1                                                                      |                                                                        |
| 15-1-2017                                                              | Libreville                                                             | Algeria                                                                | 2 – 2                                                                  | Zimbabwe                                                               | Coppa d'Africa 2017 - 1º turno                                         | -                                                                      |                                                                        |
| 19-1-2017                                                              | Libreville                                                             | Algeria                                                                | 1 – 2                                                                  | Tunisia                                                                | Coppa d'Africa 2017 - 1º turno                                         | -                                                                      |                                                                        |
| 23-1-2017                                                              | Libreville                                                             | Senegal                                                                | 2 – 2                                                                  | Algeria                                                                | Coppa d'Africa 2017 - 1º turno                                         | -                                                                      | 40’                                                                    |
| 6-6-2017                                                               | Blida                                                                  | Algeria                                                                | 2 – 1                                                                  | Guinea                                                                 | Amichevole                                                             | -                                                                      | 42’ 46’                                                                |
| 11-6-2017                                                              | Blida                                                                  | Algeria                                                                | 1 – 0                                                                  | Togo                                                                   | Qual. Coppa d'Africa 2019                                              | -                                                                      |                                                                        |
| 2-9-2017                                                               | Lusaka                                                                 | Zambia                                                                 | 3 – 1                                                                  | Algeria                                                                | Qual. Mondiali 2018                                                    | -                                                                      |                                                                        |
| 5-9-2017                                                               | Costantina                                                             | Algeria                                                                | 0 – 1                                                                  | Zambia                                                                 | Qual. Mondiali 2018                                                    | -                                                                      |                                                                        |
| 22-3-2018                                                              | Algeri                                                                 | Algeria                                                                | 4 – 1                                                                  | Tanzania                                                               | Amichevole                                                             | -                                                                      | 61’                                                                    |
| 1-6-2018                                                               | Algeri                                                                 | Algeria                                                                | 2 – 3                                                                  | Capo Verde                                                             | Amichevole                                                             | -                                                                      |                                                                        |
| 7-6-2018                                                               | Lisbona                                                                | Portogallo                                                             | 3 – 0                                                                  | Algeria                                                                | Amichevole                                                             | -                                                                      |                                                                        |
| 8-9-2018                                                               | Bakau                                                                  | Gambia                                                                 | 1 – 1                                                                  | Algeria                                                                | Qual. Coppa d'Africa 2019                                              | -                                                                      |                                                                        |
| 12-10-2018                                                             | Blida                                                                  | Algeria                                                                | 2 – 0                                                                  | Benin                                                                  | Qual. Coppa d'Africa 2019                                              | -                                                                      |                                                                        |
| 16-10-2018                                                             | Cotonou                                                                | Benin                                                                  | 1 – 0                                                                  | Algeria                                                                | Qual. Coppa d'Africa 2019                                              | -                                                                      | 62’                                                                    |
| 23-9-2022                                                              | Bir El Djir                                                            | Algeria                                                                | 1 – 0                                                                  | Guinea                                                                 | Amichevole                                                             | -                                                                      |                                                                        |
| 27-9-2022                                                              | Bir El Djir                                                            | Algeria                                                                | 2 – 1                                                                  | Nigeria                                                                | Amichevole                                                             | -                                                                      | 46’                                                                    |
| 16-11-2022                                                             | Bir El Djir                                                            | Algeria                                                                | 1 – 1                                                                  | Mali                                                                   | Amichevole                                                             | -                                                                      | 46’                                                                    |
| 19-11-2022                                                             | Malmö                                                                  | Svezia                                                                 | 2 – 0                                                                  | Algeria                                                                | Amichevole                                                             | -                                                                      |                                                                        |
| 23-3-2023                                                              | Baraki                                                                 | Algeria                                                                | 2 – 1                                                                  | Niger                                                                  | Qual. Coppa d'Africa 2023                                              | -                                                                      | 78’                                                                    |
| 27-3-2023                                                              | Radès                                                                  | Niger                                                                  | 0 – 1                                                                  | Algeria                                                                | Qual. Coppa d'Africa 2023                                              | -                                                                      | 64’ 84’                                                                |
| 18-6-2023                                                              | Douala                                                                 | Uganda                                                                 | 1 – 2                                                                  | Algeria                                                                | Qual. Coppa d'Africa 2023                                              | -                                                                      | 65’                                                                    |
| 20-6-2023                                                              | Annaba                                                                 | Algeria                                                                | 1 – 1                                                                  | Tunisia                                                                | Amichevole                                                             | -                                                                      |                                                                        |
| 19-11-2023                                                             | Maputo                                                                 | Mozambico                                                              | 0 – 2                                                                  | Algeria                                                                | Qual. Mondiali 2026                                                    | -                                                                      |                                                                        |
| 5-1-2024                                                               | Lomé                                                                   | Togo                                                                   | 0 – 3                                                                  | Algeria                                                                | Amichevole                                                             | -                                                                      | 68’                                                                    |
| 9-1-2024                                                               | Lomé                                                                   | Burundi                                                                | 0 – 4                                                                  | Algeria                                                                | Amichevole                                                             | -                                                                      | 72’                                                                    |
| 15-1-2024                                                              | Bouaké                                                                 | Algeria                                                                | 1 – 1                                                                  | Angola                                                                 | Coppa d'Africa 2023 - 1º turno                                         | -                                                                      | 48’ 71’                                                                |
| 20-1-2024                                                              | Bouaké                                                                 | Algeria                                                                | 2 – 2                                                                  | Burkina Faso                                                           | Coppa d'Africa 2023 - 1º turno                                         | -                                                                      | 81’                                                                    |
| 23-1-2024                                                              | Bouaké                                                                 | Mauritania                                                             | 1 – 0                                                                  | Algeria                                                                | Coppa d'Africa 2023 - 1º turno                                         | -                                                                      | 62’                                                                    |
| 22-3-2024                                                              | Baraki                                                                 | Algeria                                                                | 3 – 2                                                                  | Bolivia                                                                | Amichevole                                                             | -                                                                      | 77’                                                                    |
| 26-3-2024                                                              | Baraki                                                                 | Algeria                                                                | 3 – 3                                                                  | Sudafrica                                                              | Amichevole                                                             | -                                                                      | 46’                                                                    |
| 6-6-2024                                                               | Baraki                                                                 | Algeria                                                                | 1 – 2                                                                  | Guinea                                                                 | Qual. Mondiali 2026                                                    | -                                                                      |                                                                        |
| 10-6-2024                                                              | Kampala                                                                | Uganda                                                                 | 1 – 2                                                                  | Algeria                                                                | Qual. Mondiali 2026                                                    | -                                                                      | 72’ 74’                                                                |
| 5-6-2025                                                               | Costantina                                                             | Algeria                                                                | 2 – 0                                                                  | Ruanda                                                                 | Amichevole                                                             | -                                                                      |                                                                        |
| 10-6-2025                                                              | Solna                                                                  | Svezia                                                                 | 4 – 3                                                                  | Algeria                                                                | Amichevole                                                             | 1                                                                      | 60’                                                                    |
| Totale                                                                 |                                                                        | Presenze                                                               | 55                                                                     |                                                                        | Reti                                                                   | 6                                                                      |                                                                        |

| Cronologia completa delle presenze e delle reti in nazionale ― Francia under 19 | Cronologia completa delle presenze e delle reti in nazionale ― Francia under 19 | Cronologia completa delle presenze e delle reti in nazionale ― Francia under 19 | Cronologia completa delle presenze e delle reti in nazionale ― Francia under 19 | Cronologia completa delle presenze e delle reti in nazionale ― Francia under 19 | Cronologia completa delle presenze e delle reti in nazionale ― Francia under 19 | Cronologia completa delle presenze e delle reti in nazionale ― Francia under 19 | Cronologia completa delle presenze e delle reti in nazionale ― Francia under 19 |
| Data                                                                            | Città                                                                           | In casa                                                                         | Risultato                                                                       | Ospiti                                                                          | Competizione                                                                    | Reti                                                                            | Note                                                                            |
| ------------------------------------------------------------------------------- | ------------------------------------------------------------------------------- | ------------------------------------------------------------------------------- | ------------------------------------------------------------------------------- | ------------------------------------------------------------------------------- | ------------------------------------------------------------------------------- | ------------------------------------------------------------------------------- | ------------------------------------------------------------------------------- |
| 14-11-2012                                                                      | Düsseldorf                                                                      | Germania under 19                                                               | 3 – 0                                                                           | Francia under 19                                                                | Amichevole                                                                      | -                                                                               | 46’                                                                             |
| Totale                                                                          |                                                                                 | Presenze                                                                        | 1                                                                               |                                                                                 | Reti                                                                            | 0                                                                               |                                                                                 |